# Lista de chefes de Estado e de governo laureados com o Nobel
Esta é uma lista de todos os chefes de Estado e chefes de governo que receberam o Prêmio Nobel. Com exceção de Winston Churchill, que recebeu o Prêmio de Literatura, todos os outros receberam o Prêmio da Paz.

## No cargo
| Laureado | Laureado                 | Prêmio     | País               | Cargo                                                                                    | Ano  |
| -------- | ------------------------ | ---------- | ------------------ | ---------------------------------------------------------------------------------------- | ---- |
|          | Theodore Roosevelt       | Paz        | Estados Unidos     | 26.º Presidente dos Estados Unidos                                                       | 1906 |
|          | Woodrow Wilson           | Paz        | Estados Unidos     | 28.º Presidente dos Estados Unidos                                                       | 1919 |
|          | Hjalmar Branting         | Paz        | Suécia             | Primeiro-ministro da Suécia                                                              | 1921 |
|          | Winston Churchill        | Literatura | Reino Unido        | Primeiro-ministro do Reino Unido                                                         | 1953 |
|          | Willy Brandt             | Paz        | Alemanha Ocidental | Chanceler da República Federal da Alemanha                                               | 1971 |
|          | Anwar Sadat              | Paz        | Egito              | Presidente do Egito                                                                      | 1978 |
|          | Menachem Begin           | Paz        | Israel             | 6.º Primeiro-ministro de Israel                                                          | 1978 |
|          | Óscar Arias              | Paz        | Costa Rica         | Presidente da Costa Rica                                                                 | 1987 |
|          | Mikhail Gorbachev        | Paz        | União Soviética    | Secretário-geral do Partido Comunista da União Soviética e Presidente da União Soviética | 1990 |
|          | Frederik Willem de Klerk | Paz        | África do Sul      | Presidente de Estado da África do Sul                                                    | 1993 |
|          | Yitzhak Rabin            | Paz        | Israel             | 5.º Primeiro-ministro de Israel                                                          | 1994 |
|          | Yasser Arafat            | Paz        | Palestina          | Presidente da Autoridade Nacional Palestina e Presidente do Estado da Palestina          | 1994 |
|          | Kim Dae-jung             | Paz        | Coreia do Sul      | Presidente da República da Coreia                                                        | 2000 |
|          | Barack Obama             | Paz        | Estados Unidos     | 44.º Presidente dos Estados Unidos                                                       | 2009 |
|          | Ellen Johnson Sirleaf    | Paz        | Libéria            | Presidente da Libéria                                                                    | 2011 |
|          | Juan Manuel Santos       | Paz        | Colômbia           | Presidente da Colômbia                                                                   | 2016 |
|          | Abiy Ahmed               | Paz        | Etiópia            | Primeiro-ministro da Etiópia                                                             | 2019 |

## Antes ou depois de servir no cargo
| Laureado | Laureado              | Prêmio | País           | Cargo                                                       | Ano  |
| -------- | --------------------- | ------ | -------------- | ----------------------------------------------------------- | ---- |
|          | Auguste Beernaert     | Paz    | Bélgica        | ex-Primeiro-ministro da Bélgica                             | 1909 |
|          | Léon Bourgeois        | Paz    | França         | ex-Primeiro-ministro da França                              | 1920 |
|          | Aristide Briand       | Paz    | França         | ex-Primeiro-ministro da França                              | 1926 |
|          | Gustav Stresemann     | Paz    | Alemanha       | ex-Chanceler da Alemanha                                    | 1926 |
|          | Lester Bowles Pearson | Paz    | Canadá         | futuro Primeiro-ministro do Canadá                          | 1957 |
|          | Eisaku Satō           | Paz    | Japão          | ex-Primeiro-ministro do Japão                               | 1974 |
|          | Lech Wałęsa           | Paz    | Polônia        | futuro Presidente da Polônia                                | 1983 |
|          | Tenzin Gyatso         | Paz    | Tibete         | ex-Chefe de Estado do Tibete                                | 1989 |
|          | Aung San Suu Kyi      | Paz    | Myanmar        | futura Conselheira de Estado de Myanmar                     | 1991 |
|          | Nelson Mandela        | Paz    | África do Sul  | futuro Presidente da África do Sul                          | 1993 |
|          | Shimon Peres          | Paz    | Israel         | ex e futuro Primeiro-ministro e futuro Presidente de Israel | 1994 |
|          | José Ramos Horta      | Paz    | Timor-Leste    | futuro Presidente e Primeiro-ministro de Timor-Leste        | 1996 |
|          | Jimmy Carter          | Paz    | Estados Unidos | ex-Presidente dos Estados Unidos                            | 2002 |
|          | Martti Ahtisaari      | Paz    | Finlândia      | ex-Presidente da Finlândia                                  | 2008 |
|          | Muhammad Yunus        | Paz    | Bangladesh     | futuro Conselheiro-Chefe de Bangladesh                      | 2006 |